# デルフト旧教会の内部
『デルフト旧教会の内部』（デルフトきゅうきょうかいのないぶ、蘭: Interieur van de Oude Kerk in Delft、英: Interior of the Oude Kerk in Delft）は、17世紀オランダ絵画黄金時代の画家ヘラルト・ハウクヘーストが1654年に板上に油彩で制作した絵画である。画面下部左側に「GH•i654」という画家の署名と制作年が記されている。作品は1892年に購入されて以来、アムステルダム国立美術館に所蔵されている。

## 作品

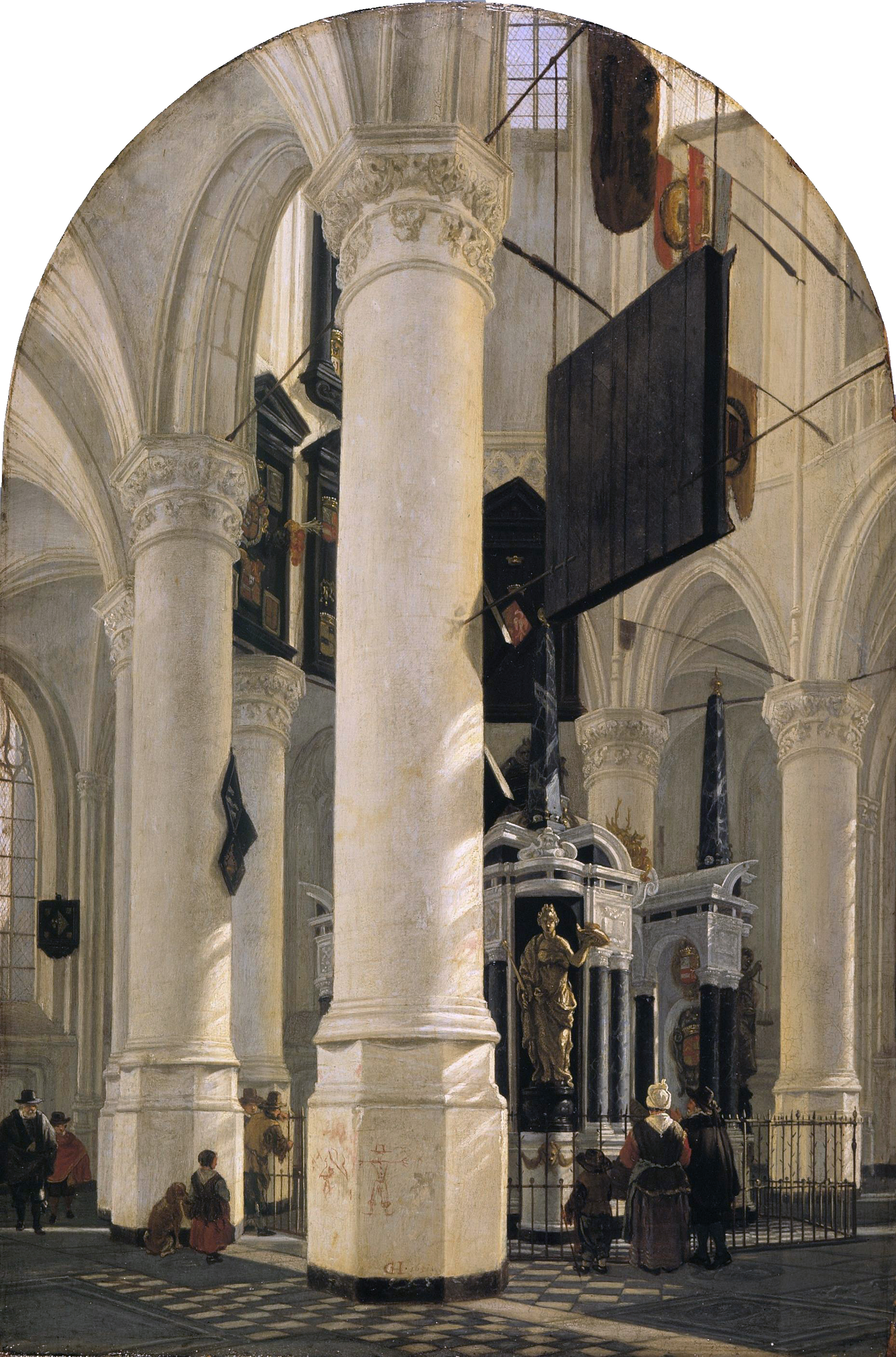
ヘラルト・ハウクヘースト『デルフト新教会のウィレム沈黙公墓廟』 (1651年)、マウリッツハイス美術館、デン・ハーグ

ハウクヘーストは、デルフトの画家ギルドに入会して11年後の1650年に突然、デルフト旧教会とデルフト新教会を舞台にした傑作を生みだし、教会内部の表現における革新者として周囲の画家たちに大きな影響を与えることとなった。彼はオランダ絵画史上に永遠に記録されるべき作品を残したが、わずか数年の制作活動の後に忽然と画壇から姿を消した。
本作の場面は、デルフト旧教会の身廊にある講壇の周囲に設定されている。画家は旧教会の内部を独特の角度から捉えているため、周囲の壁に包み込まれているような空間が生み出されている。さらに、この空間は差し込む陽光によってトロンプルイユ的効果が強調されている。
ハウクヘーストは、1650-1651年にデルフトの教会そのものと、それらの最も重要な墓碑を描くことに主な関心を抱いていた。しかし、本作で画家はそうした描写から踏み出し、前景における男女の出会いからステンドグラスの人物像などにわたる細部表現にも関心を抱いている。彼は非常な注意を払い、ステンドグラスを通して差し込む陽光が中央の柱に色とりどりの斑点を投げかけているのを捉えている。また、画面手前には、トロンプルイユ的なカーテンと木の額縁を描いた。カーテンは17世紀に絵画を光とホコリから保護するために用いられたものであるが、それを描くのは機知に富んだ手法である。